# Philece Sampler
Philece Sampler (16 de julio de 1953 - 1 de julio de 2021) fue una actriz de cine, televisión y de voz estadounidense. Comenzó con la serie Days of Our Lives y la telenovela Another World. También ha expresado varios personajes en doblajes en inglés de anime japonés y animaciones, a veces bajo el alias de Dana Hayes.
El rango vocal de Sampler ha demostrado la capacidad de interpretar roles masculinos (Cody de Digimon), roles de ancianas (Tiptory en Eureka Seven y Toph Beifong en La leyenda de Korra), además de poder usar su voz normal en muchos roles, como Hiyori Tamura de Lucky☆Star.
Sampler murió a la edad de 67 años en 2021 después de un ataque cardíaco, justo antes de cumplir 68 años.

## Carrera artística
Después de graduarse de la Universidad del Norte de Texas en 1975 con un título en drama, Sampler se mudó a Hollywood y rápidamente consiguió papeles como invitado en algunas películas y series de televisión, incluido El Hombre Increíble en la temporada 4, episodio 59 titulado "Lado Oscuro".
Sampler se hizo un nombre por primera vez interpretando a Renée DuMonde en la telenovela Days of Our Lives. El personaje de Renee se convirtió en el centro de un gran misterio de asesinato en 1983, lo que resultó en una de las despedidas más espectaculares de la historia diurna. Después de dejar Days of Our Lives en septiembre de 1983, pasó a la serie de televisión Rituals, que se desarrolló entre 1984 y 1985. El programa también contó con las futuras estrellas de telenovelas Mary Beth Evans (Kayla, Days) y Jon Lindstrom (Kevin, GH), así como la veterana estrella de telenovelas Kin Shriner (ex Scotty, GH; ex Brian, B&B) y Tina Louise (Ginger de La isla de Gilligan). Después de Rituals, Philece pasó a Another World en 1986 para interpretar a Donna Love, un papel que asumió de la actriz original Anna Stuart. Dejó AW en 1989 cuando Stuart reclamó el papel. Tuvo un par de papeles como estrella invitada en T. J. Hooker como Sue Ann y en El cazador como Casey. Luego se tomó un año sabático en Japón con su entonces prometido. Regresó a los Estados Unidos con algunos guiones y formó Philman Entertainment, una compañía de producción.
Sampler trabajó como productor asociado del éxito teatral de Los Ángeles Sordid Lives de Del Shores. Actuó en la serie animada de UPN, Hulk, el Hombre Increíble, como la voz de Betty Ross. Siguió siendo amiga de su antiguo interés amoroso en Days of Our Lives, Gregg Marx (David Banning). Interpretó una voz en off en Aaahh!!! Real Monsters - "Ollie Ollie Oxen Free". Hizo una voz en Rugrats de Nickelodeon, donde interpretó a Emma (el interés amoroso de Chuckie) en el episodio "Él vio, ella vio".

## Filmografía
| Año     | Título              | Papel                   | Notas | Fuente |
| ------- | ------------------- | ----------------------- | ----- | ------ |
| 1980    | El Hombre Increíble | Laurie Schulte          |       |        |
| 1981-84 | Days of Our Lives   | Renée DuMonde           |       |        |
| 1984-85 | Rituals             | Lacey Jarrett Gallagher |       |        |
| 1987-89 | Another World       | Donna Love Hudson       |       |        |
| 2007    | The Interior        | Gloria                  |       |        |